# Браик, Андре
Андре́ Ферна́н Браи́к (фр. André Fernand Brahic; 30 ноября 1942 — 15 мая 2016) — французский астрофизик и популяризатор науки. 

## Биография
Родился в 1942 году в Париже в семье потомственных шахтёров с юга Франции, многие из которых умерли от силикоза, что и вынудило его отца переехать.
Браик был членом французского Комиссариата по атомной и альтернативным видам энергии и профессором Университета Париж VII им. Дени Дидро. Участвовал в исследованиях дальних планет Солнечной системы с помощью космических аппаратов «Вояджер» и «Кассини-Гюйгенс». Он написал ряд научно-популярных книг о Солнечной системе.
В 1990 году в его честь был назван астероид 3488 Brahic. В 2001 году награждён медалью Карла Сагана за популяризацию научных знаний.
Известен вкладом в изучение колец Нептуна: в 1984 году наблюдениями на обсерватории Серро-Тололо (Чили) обнаружил «дуги» (фрагменты колец) около Нептуна, которые стали считать участками несформировавшегося кольца. В 1986 году в сотрудничестве с американским астрономом Уильямом Хаббардом указал на то, что одно из колец (кольцо Адамса) является не полным, а прерывистым кольцом, состоящим из трёх (затем их количество было уточнено до пяти) дуг из твердых частиц размером от 1 мкм до 1 см. Эти три сегмента он назвал Liberté, Égalité, Fraternité (Свобода, Равенство, Братство) в честь лозунга Великой французской революции и национального девиза Франции. В 1989 году существование колец Нептуна было подтверждено снимками, сделанными автоматической космической станцией «Вояджер-2» с близкого расстояния от планеты.